# ريتشارد شيكل
ريتشارد وارن شيكل (بالإنجليزية: Richard Warren Schickel)‏ (10 فبراير 1933-18 فبراير 2017) هو مؤرخ سينمائي وصحفي ومؤلف ووثائقي وناقد سينمائي وناقد أدبي أمريكي. كان ناقدًا سينمائيًا لمجلة تايم من 1965 إلى 2010، وكتب أيضًا لمجلة لايف ولوس أنجلوس تايمز بوك ريفيو. كانت كتاباته الأخيرة عن الفيلم لموقع تروثديغ.
تمت مقابلته في من أجل حب الأفلام: قصة نقد الفيلم الأمريكي (2009). في هذا الفيلم الوثائقي، يتحدث شيكل عن النقاد الأوائل للأفللم فرانك إي. وودز، وروبرت شيروود، وأوتيس فيرغسون، ويخبر كيف رفض هو وبولين كايل وأندرو ساريس في الستينيات المعارضة الأخلاقية للناقد ااسينمائب بوسلي كروثر من صحيفة نيويورك تايمز الذي انتقد أفلام العنيفة مثل بوني وكلايد (1967). كان شيكل أيضًا بالإضافة إلى الفيلم ناقدا للرسوم المتحركة ووثقها وخاصة بينوتس.

## الحياة الشخصية
ولد شيكل في ميلواكي، ويسكونسن، وهو ابن هيلين (هندريكس) وإدوارد جون شيكل.
كان لشيكل ابنتان. وتوفي في لوس أنجلوس في 18 فبراير 2017 عن عمر يناهز 84 عامًا بعد سلسلة من السكتات الدماغية.

## مرتبة الشرف
حصل شيكل على زمالة غوغنهايم عام 1964. كما حاضر في جامعة ييل وفي مدرسة للفنون السينمائية في جامعة كاليفورنيا الجنوبية.